# Экваториальная Гвинея на летних Олимпийских играх 2016
Экваториальная Гвинея на летних Олимпийских играх 2016 года была представлена двумя спортсменами в лёгкой атлетике. В состав сборной вошла барьеристка Рейна-Флор Окори, которая на трёх предыдущих Играх выступала за Францию. Экваториальная Гвинея, вместе ещё с 8 странами, имела одну из самых малочисленных делегаций на Играх. Меньше спортсменов было только у сборной Тувалу, которая будет представлена 1 атлетом. 
Именно Окори было доверено право нести флаг Экваториальной Гвинеи, как на церемонии открытия Игр, так и на церемонии закрытия. При этом Окори не смогла выступить на самих Играх, снявшись с соревнований незадолго до старта предварительного забега. По итогам соревнований сборная Экваториальной Гвинеи, выступавшая на своих девятых летних Олимпийских играх, вновь осталась без медалей.

## Состав сборной
Лёгкая атлетика
1. Бенжамен Энзема
2. Рейна-Флор Окори

## Результаты соревнований

### Лёгкая атлетика
Мужчины
Беговые дисциплины
| Дисциплина        | Спортсмен       | Предварительный раунд | Предварительный раунд | Предварительный раунд | Четвертьфиналы | Четвертьфиналы | Четвертьфиналы | Полуфиналы           | Полуфиналы           | Полуфиналы           | Финал                | Финал                |                      |
| Дисциплина        | Спортсмен       | Забег                 | Время                 | Место                 | Забег          | Время          | Место          | Забег                | Время                | Место                | Время                | Место                |                      |
| ----------------- | --------------- | --------------------- | --------------------- | --------------------- | -------------- | -------------- | -------------- | -------------------- | -------------------- | -------------------- | -------------------- | -------------------- | -------------------- |
| бег на 800 метров | Бенжамен Энзема | 3                     | 1:52.14               | 8                     | Не проводится  | Не проводится  | Не проводится  | Завершил выступление | Завершил выступление | Завершил выступление | Завершил выступление | Завершил выступление | Завершил выступление |

Женщины
Беговые дисциплины
| Дисциплина                    | Спортсмен        | Предварительный раунд | Предварительный раунд | Предварительный раунд | Четвертьфиналы | Четвертьфиналы | Четвертьфиналы | Полуфиналы            | Полуфиналы            | Полуфиналы            | Финал                 | Финал                 |
| Дисциплина                    | Спортсмен        | Забег                 | Время                 | Место                 | Забег          | Время          | Место          | Забег                 | Время                 | Место                 | Время                 | Место                 |
| ----------------------------- | ---------------- | --------------------- | --------------------- | --------------------- | -------------- | -------------- | -------------- | --------------------- | --------------------- | --------------------- | --------------------- | --------------------- |
| бег на 100 метров с барьерами | Рейна-Флор Окори | DNS                   | DNS                   | DNS                   | Не проводится  | Не проводится  | Не проводится  | Завершила выступление | Завершила выступление | Завершила выступление | Завершила выступление | Завершила выступление |